# Rafael Fernandes (futbolista)
Rafael Tavares Gomes Fernandes (Setúbal, 28 de junio de 2002) es un futbolista portugués que juega como defensa en el Lille O. S. C. de la Ligue 1.

## Trayectoria
Canterano del Sporting de Lisboa desde 2010, comenzó a jugar con sus reservas en la temporada 2021-22. El 11 de julio de 2022 fue traspasado al F. C. Arouca de la Primeira Liga firmando un contrato de 3 años. Debutó como profesional en el descanso de la derrota por 4-0 en la Primeira Liga ante el S. L. Benfica el 5 de agosto de 2022.

## Selección nacional
Es internacional juvenil con Portugal y ha jugado con las selecciones sub-18 y sub-20.

## Estadísticas

### Clubes
Actualizado al último partido disputado el 13 de abril de 2025.
| Club                        | Div.          | Temporada     | Liga  | Liga  | Copas nacionales | Copas nacionales | Copas internacionales | Copas internacionales | Total | Total |
| Club                        | Div.          | Temporada     | Part. | Goles | Part.            | Goles            | Part.                 | Goles                 | Part. | Goles |
| --------------------------- | ------------- | ------------- | ----- | ----- | ---------------- | ---------------- | --------------------- | --------------------- | ----- | ----- |
| Sporting C. P. "B" Portugal | 3.ª           | 2021-22       | 16    | 3     | —                | —                | —                     | —                     | 16    | 3     |
| Sporting C. P. "B" Portugal | Total club    | Total club    | 16    | 3     | 0                | 0                | 0                     | 0                     | 16    | 3     |
| F. C. Arouca Portugal       | 1.ª           | 2022-23       | 2     | 0     | 1                | 0                | —                     | —                     | 3     | 0     |
| F. C. Arouca Portugal       | 1.ª           | 2023-24       | 11    | 0     | 3                | 0                | 0                     | 0                     | 14    | 0     |
| F. C. Arouca Portugal       | Total club    | Total club    | 13    | 0     | 4                | 0                | 0                     | 0                     | 17    | 0     |
| Lille O. S. C. "II" Francia | 5.ª           | 2023-24       | 2     | 0     | —                | —                | —                     | —                     | 2     | 0     |
| Lille O. S. C. "II" Francia | 5.ª           | 2024-25       | 3     | 0     | —                | —                | —                     | —                     | 3     | 0     |
| Lille O. S. C. "II" Francia | Total club    | Total club    | 5     | 0     | 0                | 0                | 0                     | 0                     | 5     | 0     |
| Rangers F. C. Escocia       | 1.ª           | 2024-25       | 3     | 0     | 1                | 0                | 0                     | 0                     | 4     | 0     |
| Rangers F. C. Escocia       | Total club    | Total club    | 3     | 0     | 1                | 0                | 0                     | 0                     | 4     | 0     |
| Total carrera               | Total carrera | Total carrera | 37    | 3     | 5                | 0                | 0                     | 0                     | 42    | 3     |
| 1.                          |               |               |       |       |                  |                  |                       |                       |       |       |